# Diaspora lituana
Con il termine diaspora lituana s'intende un fenomeno avvenuto verso la fine dell'Ottocento: a causa della grande carestia che investì il territorio lituano, allora sotto dominazione della Russia zarista, numerosi cittadini lituani si videro costretti ad emigrare nelle Americhe, principalmente nel nord, in particolare negli Stati Uniti d'America andando ben presto a formare il gruppo etnico dei lituanoamericani. Essi rappresentano una forte minoranza specialmente in Pennsylvania, Illinois e California, sebbene non rappresentino la maggioranza in nessun territorio. 

## Cause della diaspora
Si possono individuare le cause che portarono i lituani ad un'enorme massa di immigrazione a partire dagli Anni 1860 sino al termine della prima guerra mondiale, principalmente nella pesante carestia che investì il territorio verso la fine del XIX secolo: fu per questo motivo che i contadini lituani, peraltro costretti a lavorare per conto dei russi come manovali al fine di incrementare un'industrializzazione del territorio, cercarono fortuna oltremare. 
L'industrializzazione russa portava anche poco reddito ai lituani, che avevano meno tempo per dedicarsi ai lavori di campo per sfamare le famiglie, già compromesso dalla carestia. Altro motivo della diaspora è il processo di russificazione intrapreso dagli zar nei confronti del popolo: l'emigrazione verso le Americhe era anche un modo per liberarsi dell'oppressione russa e del potere zarista (che legalizzava anche la Servitù della gleba). 
Ovviamente una causa individuabile successivamente fu lo scoppio della Grande Guerra, e l'annessione dello stato all'Unione Sovietica nel 1939. 

## Conseguenze
Oggi i lituanoamericani costituiscono una rilevante minoranza negli Stati Uniti d'America, concentrati specialmente nella zona nord della Pennsylvania, dove rappresentano circa il 25% della popolazione complessiva. La ragione per cui si trasferirono proprio in quella zona era dovuta alle ingenti quantità di carbone presenti nella zona, che offrivano opportunità di lavoro come minatori agli immigranti. Oggi gli Stati Uniti ospitano la seconda più grande comunità lituana al di fuori della Lituania.
Altra conseguenza, ma nel territorio lituano, fu un calo demografico enorme, come sospettabile, tanto da costringere i governatori lituani ad intraprendere alcune campagne contro l'eccessiva immigrazione, similmente a quanto si fece in America per impedire l'eccessivo arrivo (peraltro malvisto da parte dei coloni già insediati e dagli indiani) di europei dell'est (tra cui, appunto, lituani) verso i quali si stava diffondendo un atteggiamento di xenofobia, furono abrogate diverse leggi tra il 1921  e il 1924 tese appunto ad abbassare il livello di immigrazione. Solo nel 1967 i lituani poterono tornare ad immigrare in massa nelle Americhe e disporre della cittadinanza americana.